# Idactus strandi
Idactus strandi es una especie de escarabajo longicornio del género Idactus, tribu Ancylonotini, subfamilia Lamiinae. Fue descrita científicamente por Breuning en 1935.

## Descripción
Mide 11-20 milímetros de longitud.

## Distribución
Se distribuye por Namibia.